# MF 01

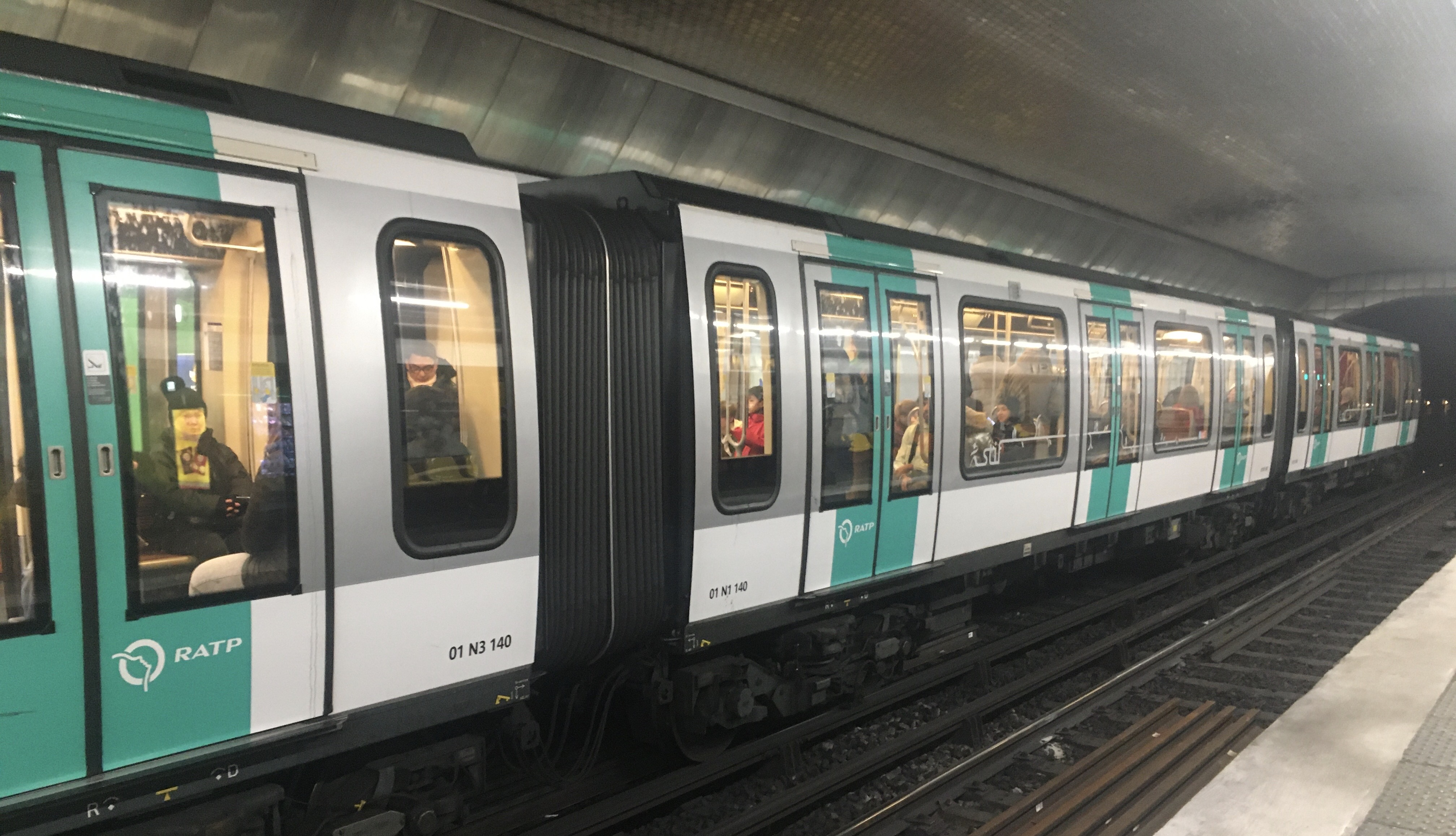
MF 01 en la estacion de la línea 9 del Metro de París, Franklin D. Roosevelt

El MF 01 (Materiel roulant sur Fer 2001) o MF 2000 es un modelo de tren francés montado sobre ruedas de acero que circula en el metro de París. Fue construido por Alstom y Bombardier Transportation, al igual que todo el material rodante del metro de París, y es uno de los más recientes en servicio.
Fue diseñado por Roger Tallon, en 3 variantes que dan servicio en la Línea 2, la Línea 5 y la Línea 9 del metro de París.

## Línea 2
La Línea 2 cuenta con los trenes MF 01 y reemplazaron a las unidades MF 67 desde 2008. No queda una unidad MF 67.

## Línea 5
La Línea 5 cuenta con los trenes MF 01 y reemplazaron a las unidades MF 67 desde 2011. No queda ninguno de los MF 67.

## Línea 9
La Línea 9 cuenta con los trenes MF 01 y reemplazaron a las unidades MF 67 desde 2013. No queda algún MF 67.